# جان-لويس بوريل
جان-لويس بوريل (بالفرنسية: Jean-Louis Borel)‏ هو عسكري وضابط فرنسي، ولد في 3 أبريل 1819 في Fanjeaux ‏ في فرنسا، وتوفي في 20 فبراير 1884 في فرساي في فرنسا.